# Reims-Cessna F406 Caravan II
Il Reims-Cessna F406 Caravan II è un aereo bi-turboelica per trasporto passeggeri e merci progettato e sviluppato dalla Reims Aviation in collaborazione con Cessna.

## Storia del progetto
L'F406 Caravan II è un monoplano ad ala bassa bimotore a turboelica da 14 posti costruito in alluminio. L'aereo è uno sviluppo del Cessna 404 Titan con due motori Pratt & Whitney Canada PT6.
L'aereo volò per la prima volta il 22 settembre del 1983 e venne prodotto dalla Reims Aviation fino al 2013 quando l'azienda chiuse.
Nel 2014 l'azienda produttrice di motori aeronautici, Continental Motors Inc., sussidiaria americana dell'Aviation Industry Corporation of China, in partnership con la francese ASI Innovation acquistò i diritti di produzione dell'F406. La Continental Motors voleva riprendere la produzione dell'aereo, inclusa una variante con motore diesel a pistoni commercializzata dalla ASI.
L'F406 era progettato per il trasporto passeggeri e per carichi leggeri, poteva essere utilizzato anche per ruoli militari di sorveglianza. Per incrementare le capacità di carico, l'aereo poteva essere equipaggiato con un gavone esterno attaccato sotto la pancia. La versione Surmar (dal francese "Surveillance Maritime", sorveglianza marittima) era equipaggiata da un radar a scansione a 360°.
Sebbene l'aereo fosse economicamente meno vantaggioso da utilizzare rispetto ad un aereo monomotore della stessa capacità di carico, per esempio il Cessna 208 Caravan, avendo due motori soddisfaceva i regolamenti europei riguardanti i voli commerciali, che prevedono che si possano effettuare voli commerciali strumentali solo con aerei plurimotore (IFR commercial flight).

## Utilizzatori
Corea del Sud
- Daehanminguk Haegun

5 F406 (denominti localmente C-400) consegnati nel 1998-1999.